# Menstrie
Menstrie (Meanstraidh en gaélique (gd)) est une ville d'Écosse, située dans le council area et région de lieutenance du Clackmannanshire. Elle est située dans les Ochil Hills.
Elle se trouve à 8 kilomètres à l'est de Stirling.

## Galerie

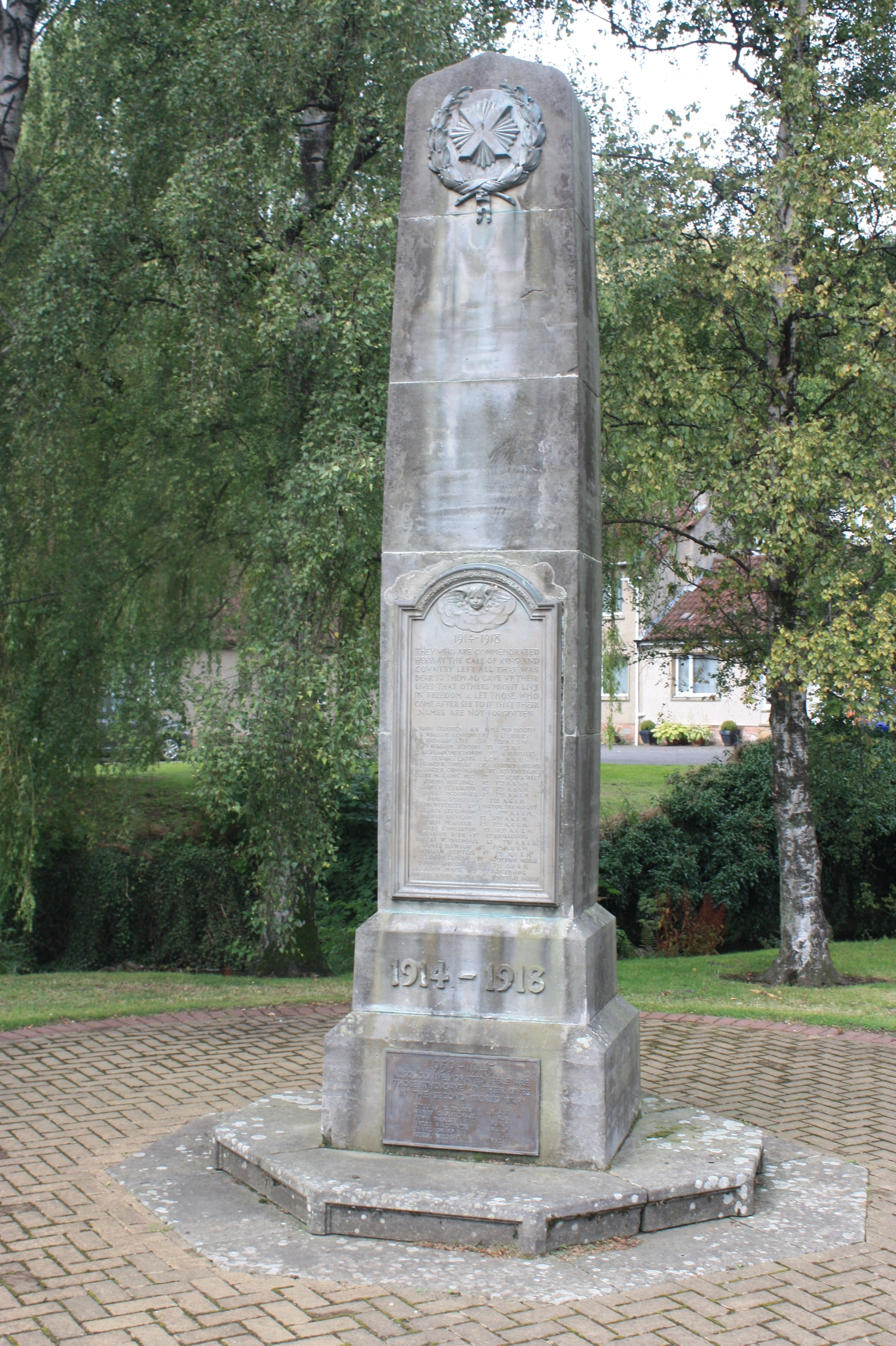
Le War Memorial.
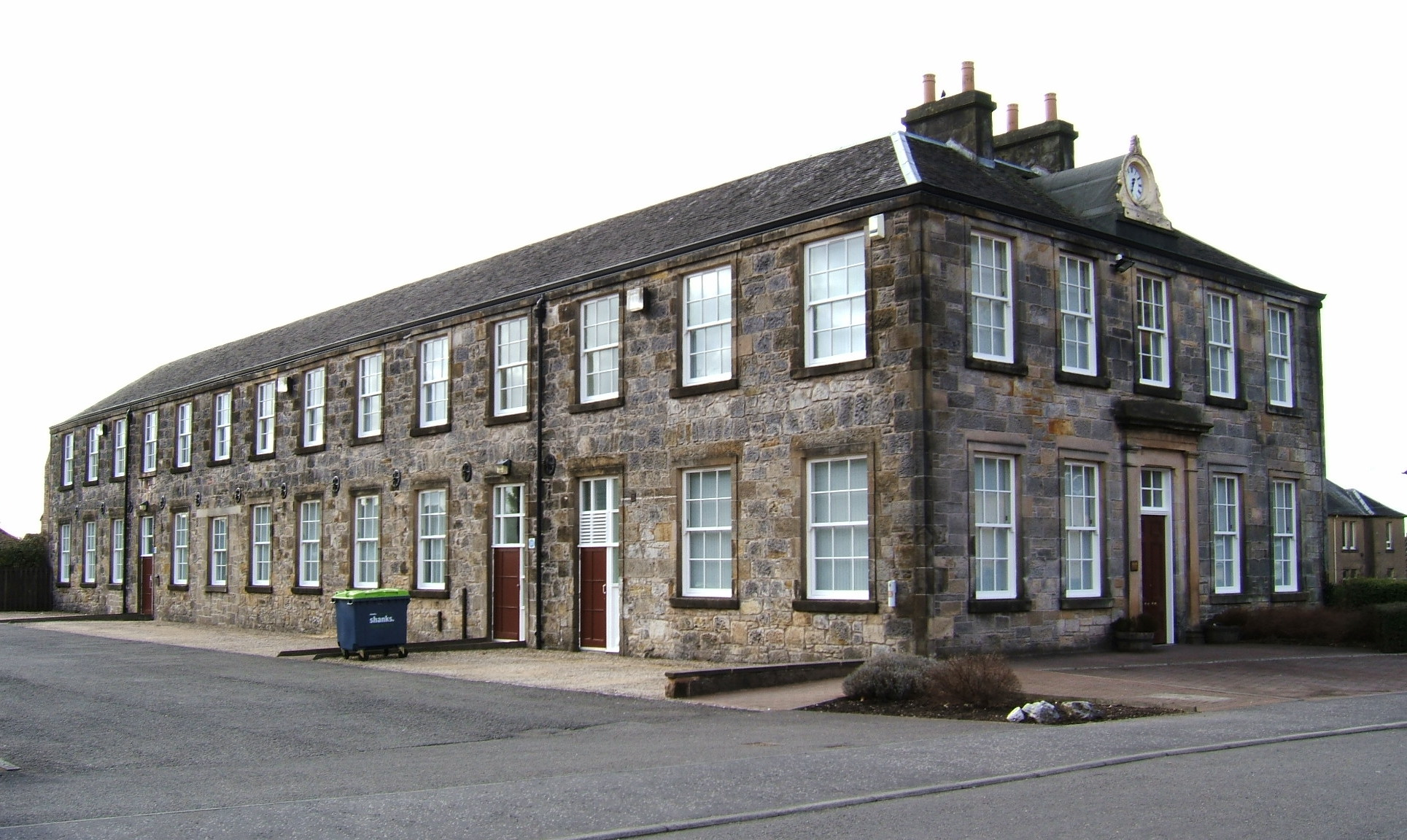
Elmbank Mill.
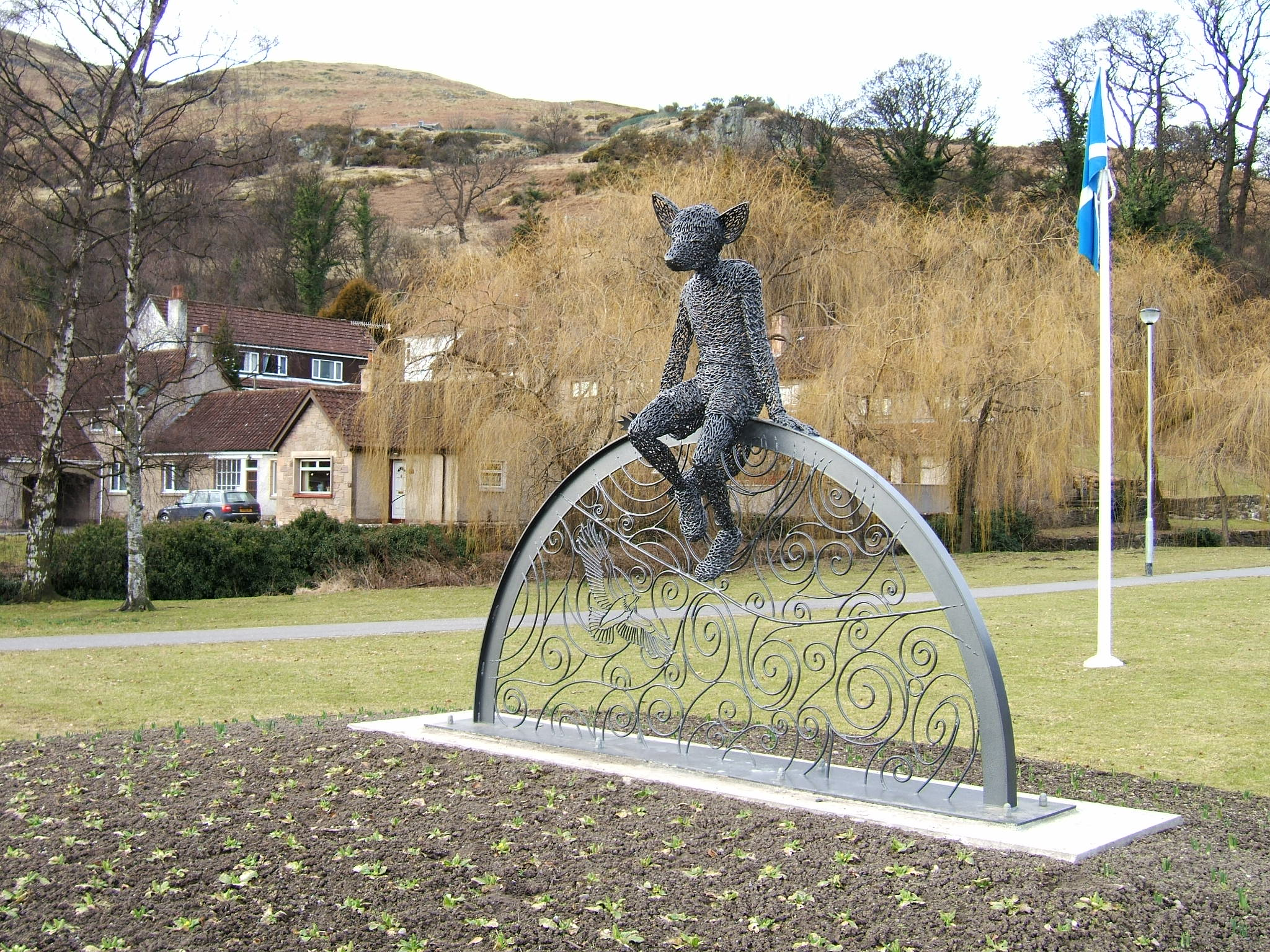
Fox Boy, sculpture d'Andy Scott.
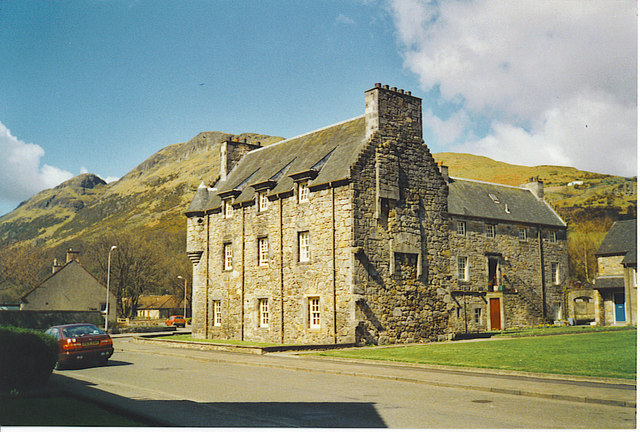
Le château de Menstrie.
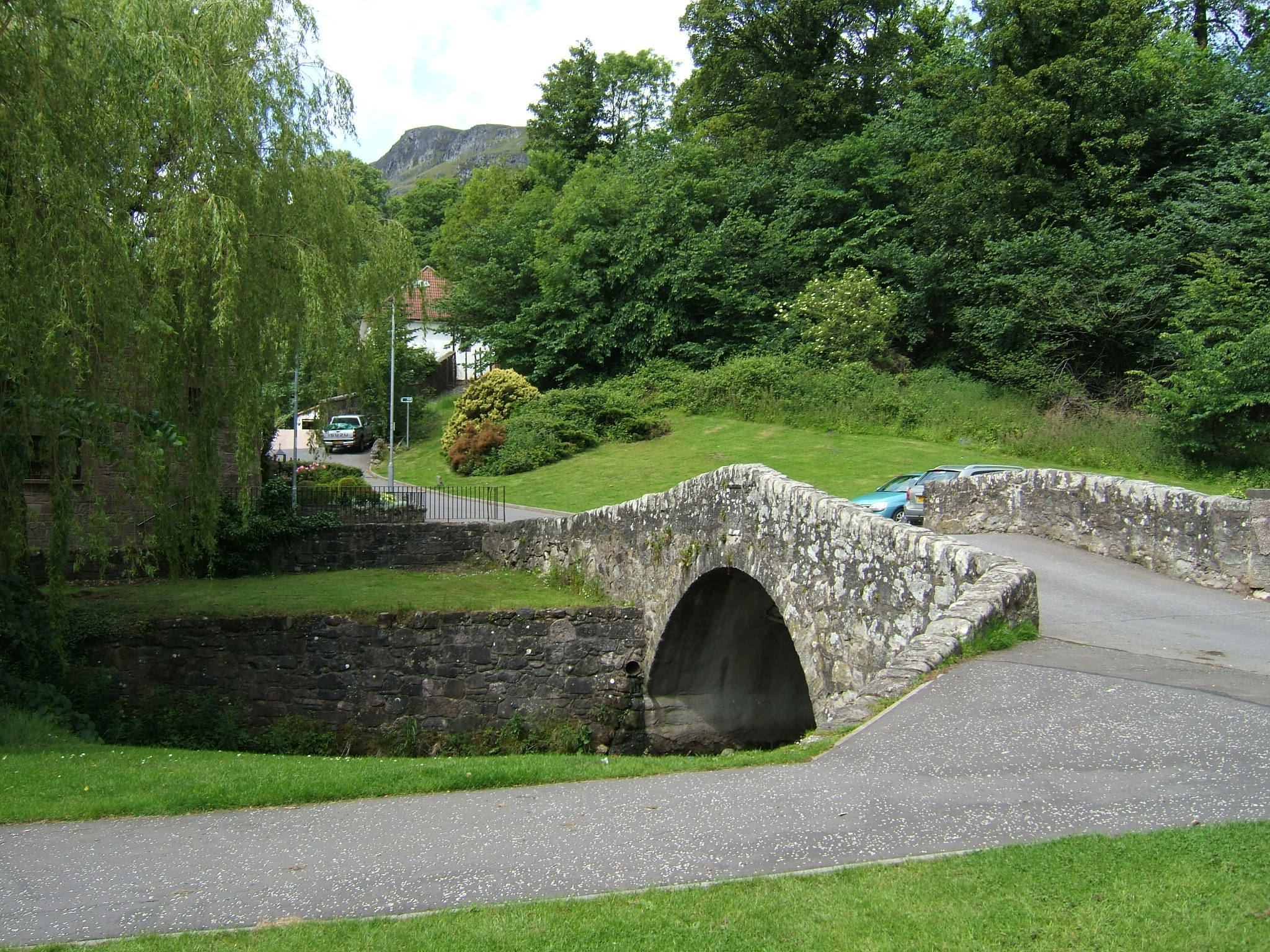
Le Old Briddge.